# Кулак ярости 3
«Кулак ярости 3» (англ. Jeet Kune the Claws and the Supreme Kung Fu, для западной аудитории был переименован в Fist of Fury III, иер. трад. 截拳鷹爪功, упр. 截拳鹰爪功, кант.-рус.: Чит кхюнь ин чау кун) — гонконгский драматический боевик с боевыми искусствами, вышедший в 1979 году, с участием Брюса Лая (Хэ Цзундао). Третье неофициальное продолжение фильма «Кулак ярости».

## Сюжет
Узнав о смерти своего брата, Чань Синь возвращается домой из Шанхая. Он обещает своей матери, ставшей слепой от слёз из-за смерти сына, что больше не будет драться. Японские оккупанты, знающие историю Чань Синя, терроризируют его семью, среди прочего устраивая погром в магазине его матери и избивая его брата. Позже они обвиняют Синя в убийстве, которого тот не совершал. После того, как японский босс приезжает в город и устраивает шум, заключённый сбегает из тюрьмы для финальной схватки.

## В ролях
| Актёр       | Роль                                     |
| ----------- | ---------------------------------------- |
| Хэ Цзундао  | Чань Синь                                |
| Ку Фэн      | директор спортзала Хункоу                |
| Ми Сюэ      | Ю Сиусинь                                |
| Цай Цюнхуэй | Мань Сайю                                |
| Тан Янцань  | Чо Чунтхон                               |
| Ван Лай     | мать Чань Синя                           |
| Вэй Пинао   | переводчик Чау Тхун                      |
| Фан Е       | Сасаки, хозяин игорного дома             |
| Лю Хэнянь   | Мань Кхуань, дядюшка-наставник Чань Синя |

## Кассовые сборы
Премьера в гонконгском кинопрокате состоялась 4 мая 1979 года. По итогам кинопоказов, завершившихся 10 мая 1979 года, сумма кассовых сборов фильма в Гонконге составила 327 543 гонконгских долларов.

## Отзывы
Борис Хохлов, оценивший «Кулак ярости 3» в 6 баллов из 10, считает, что создателям фильма не стоило большую часть экранного времени «отодвигать» героя Брюса Лая на второй план, а постановку боевых сцен критик воспринимает умеренно положительно, но на уровне «Кулака ярости 2» (1977).